# Plague Inc.
Plague Inc. (с англ. — «Чума Инкорпорейтед») — компьютерная стратегия в жанре биологического симулятора, разработанная и изданная британской компанией Ndemic Creations в 2012 году. Игра доступна на платформах Android, iOS, Linux, macOS, Windows, Windows Phone, Xbox One, PlayStation 4 и Nintendo Switch.
Представляет собой симулятор заболевания, основанный на достаточно сложной и реалистичной модели распространения эпидемии. Задачей игрока является уничтожение жизни на Земле. Проект был номинирован в категории «Лучшая стратегическая игра 2012 года» по версии IGN. В 2012 году она была 15-й в списке самых скачиваемых игр для iPhone в США. 20 февраля 2014 года, в рамках Steam Early Access, вышла ПК-версия игры под названием Plague Inc: Evolved. 18 февраля 2016 года состоялся полноценный релиз ПК-версии игры.
26 ноября 2024 года было выпущено продолжение игры After Inc. для iOS и Android. Версия для Windows выйдет в раннем доступе в 2025 году.

## Игровой процесс
Plague Inc. — это стратегический симулятор, в котором игрок контролирует болезнь, заразившую «нулевого пациента». Для победы игрок должен заразить и уничтожить всё человечество (в зависимости от типа болезни одно из условий может не выполняться), развивая болезнь и адаптируясь к окружающим условиям. В игре существуют как вполне реалистичные болезни (бактерия, вирус, грибок, паразит, прион, нано-вирус и био-оружие), так и вымышленные (червь Neurax, вирус Necroa, симианский грипп и сумеречная чума), с различными характеристиками и способностями.
Игрок заражает в выбранной стране «нулевого пациента». В мобильной версии игры заражение начинается с установленной на устройстве даты, которую можно увидеть в правом верхнем углу. Со временем число заражённых растёт, болезнь распространяется внутри государств и между ними: через сухопутные границы, авиаперелёты и плавания; переносится животными или передаётся через кровь.
За заражение и гибель людей игрок получает очки ДНК, за которые он может развить пути передачи, симптомы или умения. Болезнь может спонтанно мутировать и получить новый симптом без траты очков ДНК. Возможно и спонтанное развитие комбо-способностей, если у игрока уже развиты определённые симптомы: например, сочетание рвоты и кашля может открыть комбо «фонтанирующей рвоты», значительно усиливающей заразность.
Существуют случайный и управляемый виды заражения. К первому относятся заражения не от человека и несчастные случаи в лабораториях, ко второму — активация спор грибка, перемещение зомби, вампиров, троянских самолётов или групп умных обезьян.
У болезни есть три характеристики, которые можно постепенно увеличивать: заразность, тяжесть и летальность. Первая влияет на шанс заражения, вторая на сложность создания лекарства, а третья на шанс смерти заражённого.
Время для игрока ограничено, так как люди попытаются создать лекарство для лечения болезни, когда она будет замечена и своим масштабом обеспокоит мировую общественность.

## Разработка
Джеймс Вон, основатель Ndemic Creations, до перехода в игровую индустрию был специалистом по стратегическому консалтингу и разработал игру в качестве хобби. Источниками вдохновения для него послужили фильм «Заражение» и браузерная флэш-игра 2008 года Pandemic 2, в которой игрок управлял распространением заразной болезни по странам и регионам мира, разработанная Dark Realm Studios. Вону понравилась идея Pandemic 2, но он считал, что игра могла бы быть и лучше — иметь более глубокую стратегию, более сильный нарратив, быть более реалистичной. Создание собственной игры заняло у Вона около года — он работал над Plague Inc. по вечерам и выходным, самостоятельно изучая геймдизайн. Вон также не имел медицинского образования, но интересовался биологией, поэтому при создании игровых моделей и алгоритмов изучил множество материалов в сети; несколько месяцев ушло на отработку цикла инфекции — того, как люди заражаются сами и заражают окружающих.
Во время пандемии COVID-19 в игре вышло крупное дополнение Plague Inc: The Cure, сюжет которой вдохновлён реальными мерами по борьбе с распространением заболевания. Вышло 11 ноября 2020 года на мобильной версии, а 28 января 2021 года — на ПК.

### Запрет в Китае
В феврале 2020 года на фоне пандемии коронавирусной инфекции COVID-19 в Китае игра пропала из магазинов мобильных приложений для китайских пользователей из-за содержания в ней «нелегального контента». Перед этим игра возглавила продажи мобильных приложений в Китае.

## Отзывы критиков
| Сводный рейтинг       | Сводный рейтинг                 |
| Агрегатор             | Оценка                          |
| --------------------- | ------------------------------- |
| Metacritic            | 80/100                          |
| OpenCritic            | 80/100                          |
| «Критиканство»        | 84/100                          |
| Иноязычные издания    |                                 |
| Издание               | Оценка                          |
| Eurogamer             | 8/10                            |
| GamesRadar+           | 4/5                             |
| IGN                   | 7/10                            |
| Русскоязычные издания |                                 |
| Издание               | Оценка                          |
| 3DNews                | 10/10                           |
| Riot Pixels           | 84 %                            |
| StopGame.ru           | Изумительно                     |
| «Игры Mail.ru»        | Plague Inc.: 8/10 Evolved: 7/10 |

Летом 2018 года, благодаря уязвимости в защите Steam Web API, стало известно, что точное количество пользователей сервиса Steam, которые играли в Plague Inc: Evolved хотя бы один раз, составляет 2 002 770 человек.